# Die Sonne war ein grünes Ei
Die Sonne war ein grünes Ei ist eine Sammlung von 27 Märchen des österreichischen Autors H. C. Artmann, in denen er Schöpfungsmythen poetisch umdichtet. Die Erstausgabe erschien 1982 im österreichischen Residenz Verlag, mittlerweile gibt es 3 Auflagen (Stand 2015).

## Handlung
Am Beginn der Welt war die ganze Erde mit kalter Milch bedeckt. Nach und nach erschafft der große Geist erklärliche und unerklärliche Wesen, die sich untereinander kreuzen und wieder neue Lebewesen hervorbringen.
Auf diesem Urmeer aus kalter Milch schwimmt ein Kanu aus Rindenbrot, das am Berg Rikoodlenook strandet. Aus dem Kanu rollt ein seltsames Ei heraus, aus dem der Zauberer Nomenquatch schlüpft, der als erster falscher Prophet gilt, weil er die Welt in die Irre führt. Nicht nur der Zauberer Nomenquatch, sondern auch der Große Geist versucht immer wieder, die Lebewesen zu täuschen. Aber als er bemerkt, dass die von ihm erschaffenen Wesen Lieder gegen ihn singen, hält er sich aus ihrem Leben immer mehr heraus und sie können sich somit selbst entwickeln. Nun konnten viele verschiedene Lebewesen entstehen, die die Erde besiedeln.
Am Ende des Buches waren nun alle Lebewesen erschaffen; es fehlte nur noch die Krone der Schöpfung, nämlich der Mensch. Der Große Geist hat eine kleine Tochter, die so klein war, dass er sie in seiner Brusttasche überallhin trug. Doch auch das kleine Mädchen wurde langsam erwachsen. Als sie sah, dass alle Lebewesen auf der Erde zu zweit waren, verspürte sie große Einsamkeit. Darauf beschloss sie, während der Große Geist schlief, einen Mann aus Lehm zu formen nach dem Abbild des Großen Geistes. Die Figur eines Mannes war fertig, aber sie schaffte es nicht, ihr Leben einzuhauchen. Als der Große Geist dies bemerkte und sah, dass sie unglücklich war, ließ er Blut auf den Mann tropfen und er erwachte zum Leben. Von diesen zwei Menschen stammen alle Menschen ab und nun ist auch die Schöpfung komplett.

## Ausgabe
- H. C. Artmann: Die Sonne war ein grünes Ei. Von der Erschaffung der Welt und ihren Dingen. Residenz, Salzburg 1982, ISBN 3-7017-0300-0.

## Rezensionen
- Artmann, H. C.:Die Sonne war ein grünes Ei. (PDF) FAZ, 10. Juli 1982, abgerufen am 11. Januar 2015.